# Dichrooscytus rainieri
Dichrooscytus rainieri är en insektsart som beskrevs av Knight 1968. Dichrooscytus rainieri ingår i släktet Dichrooscytus och familjen ängsskinnbaggar. Inga underarter finns listade i Catalogue of Life.